# Halit Ergenç
Halit Ergenç (Isztambul, 1970. április 30. –)  Arany Pillangó-díjas török színművész. Hírnevét a Seherezádé című sorozatban nyújtott alakításával szerezte. Magyarországon ez a sorozat a TV2 kereskedelmi csatornán volt először látható.

## Élete és pályafutása
Halit Ergenç 1970. április 30-án született Isztambulban, Sait Ergenç török színész fiaként. A Beşiktaş Atatürk Anatóliai Líceumban tanult. Gimnáziumi tanulmányai után, 1989-ben az Isztambuli Műszaki Egyetemen, és a Mimar Sinan Egyetemen tanult.
Rövid ideig táncosként dolgozott, majd a színészi pályáját 1996-ban kezdte, a Dormen Színházban, ahol A király és én című darabban szerepelt. 2000 óta filmekben és sorozatokban is játszik. 2005-ben játszott a Babam ve Oğlum című filmben. 2011 és 2014 között a Szulejmán című sorozat főszerepét alakította. Ezt a sorozatot Magyarországon az RTL Klub kereskedelmi csatorna sugározta.

## Magánélete
Első feleségével, Gizem Soysaldıval 2008-ban elváltak. Második felesége Bergüzar Korel török színésznő, akivel közös gyermekük is van, Ali.

## Szerepei
| alkotás                  | szerep               | magyar hang  | év        | rendezte                                 |
| ------------------------ | -------------------- | ------------ | --------- | ---------------------------------------- |
| Tatlı Kaçıklar           | Tom                  |              | 1996      | Aram Gülyüz                              |
| Kara Melek               | Kürşat               |              | 1996      | Uğur Erkır, Türkan Derya                 |
| Gurbetçiler              |                      |              | 1996      | Yücel Uçanoğlu, Umut Gelgör, Metin Günay |
| Böyle mi Olacaktı        |                      |              | 1997      | Ümit Efekan, Temel Gürsu, Şahin Gök      |
| Ölümün El Yazısı         |                      |              | 1998      | Feyzi Tuna                               |
| Hiç Yoktan Aşk           | Erdal                |              | 2000      | Filiz Kaynak                             |
| Dedem, Gofret ve Ben     | Vedat                |              | 2001      | Zeki Alasya                              |
| Kumsaldaki İzler         | Fazıl                |              | 2002      | Veli Çelik                               |
| Zeybek Ateşi             | Aleko                |              | 2002      | Veli Çelik                               |
| Zerda                    | Devran               |              | 2002      | Kudret Sabancı                           |
| Azad                     |                      |              | 2002      | Aydın Bulut                              |
| Baba                     | Kartal               |              | 2003      | Durul Taylan, Yağmur Taylan              |
| Esir Şehrin İnsanları    | Mr. Dickson          |              | 2003      | Cafer Özgül                              |
| Okul                     | Tarih Öğretmeni      |              | 2003      | Durul Taylan, Yağmur Taylan              |
| Aliye                    | Sinan Karahan        |              | 2004      | Kudret Sabancı                           |
| Babam ve Oğlum           | Özkan                |              | 2005      | Çağan Irmak                              |
| The Net 2.0              | Ivanakov             |              | 2005      | Charles Winkler                          |
| Tramvay                  | Nezih                |              | 2006      | Olgun Arun                               |
| İlk Aşk                  | Kemal                |              | 2006      | Nihat Durak                              |
| Seherezádé (Binbir Gece) | Onur Aksal           | Zöld Csaba   | 2006–2009 | Kudret Sabancı                           |
| Devrim Arabaları         | Yüksek Mühendis Uğur |              | 2008      | Tolga Örnek                              |
| Acı Aşk                  | Orhan Ataoğlu        |              | 2009      | A. Taner Elhan                           |
| Dersimiz Atatürk         | Atatürk              |              | 2009      | Hamdi Alkan                              |
| Misafir                  | Oktay                |              | 2011      | Ozan Aksungur                            |
| Szulejmán                | Szulejmán            | Széles Tamás | 2011–2014 | Durul Taylan, Yağmur Taylan              |
| Vatanım Sensin           | Cevdet               | Széles Tamás | 2016–2018 |                                          |
| Babil                    | Irfan Tuna Saygun    |              | 2020      |                                          |
| Rise of Empires: Ottoman | Narrátor             |              | 2020      |                                          |
| Stuck Apart              | Necati               |              | 2021      |                                          |

## Fordítás
- Ez a szócikk részben vagy egészben  a   Halit Ergenç című török Wikipédia-szócikk fordításán alapul.  Az eredeti cikk szerkesztőit annak laptörténete sorolja fel. Ez a jelzés csupán a megfogalmazás eredetét és a szerzői jogokat jelzi, nem szolgál a cikkben szereplő információk forrásmegjelöléseként.